# آشوت تونیکیان
آشوت بوگدانی تونیکیان (ارمنی: Աշոտ Բոգդանի Տոնիկյան؛ زاده ۱۹۰۵ - درگذشته  ؟) نقاش اهل ارمنستان بود. وی بین سال‌های - تا - میلادی فعالیت می‌کرد.

## زندگی‌نامه
وی در ۱۹۰۵ در تفلیس به دنیا آمد و از مدرسه نرسیسیان فارغ‌التحصیل گشت.  وی همچنین برنده جوایزی همچون چهره هنری شایسته ارمنستان شوروی (۱۹۷۲) شد. 